# شو ماتسوموتو
شو ماتسوموتو (انگلیسی: Sho Matsumoto؛ زادهٔ ۴ آوریل ۱۹۹۲) بازیکن فوتبال اهل ژاپن است.
از باشگاه‌هایی که در آن بازی کرده‌است می‌توان به باشگاه فوتبال یوکوهاما مارینوس اشاره کرد.